# Ишханян, Акоп
Акоп Ишханян (арм. Հակոբ Իշխանյան; англ. Hagop Ishkanian, род. 27 июля 1938, Каир) — армянский художник и скульптор, работавший в США и СССР.

## Биография
Родился 27 июля 1938 года в Каире (Египет). В 1948 году эмигрировал с семьёй в СССР, окончил в 1968 году художественно-театральный факультет Ереванского государственного университета. Участвовал в ряде республиканских и всесоюзных выставок. С 1968 года член Союза художников Армянской ССР, до 1977 года преподавал в Ереванском педагогическом институте. В 1977 году эмигрировал в США. Работы Акопа Ишханяна выставлены в Национальной галерее Армении, а также представлены в частных коллекциях по всему миру.
В США Ишханян работал дизайнером, создавая различные скульптуры и картины на заказ, а также преподавая ювелирное дело в центре искусств Джослин в Торрансе с 1990 по 1994 годы. Также он известен как филателист, собирая марки с 1960-х годов. Им разработаны сотни уникальных марок, в том числе и юбилейная марка Армянской ассоциации филателистов. С 2000 года Ишханян создаёт эскизы памятных золотых и серебряных монет.

## Сольные выставки
- 1988 — Art Center College (Пасадена, США)
- 1994 — Biscotti Books (Пасадена, США)

## Участие в выставках
- 1967 — Болгария
- 1969 — Польша
- 1971 — Чехословакия

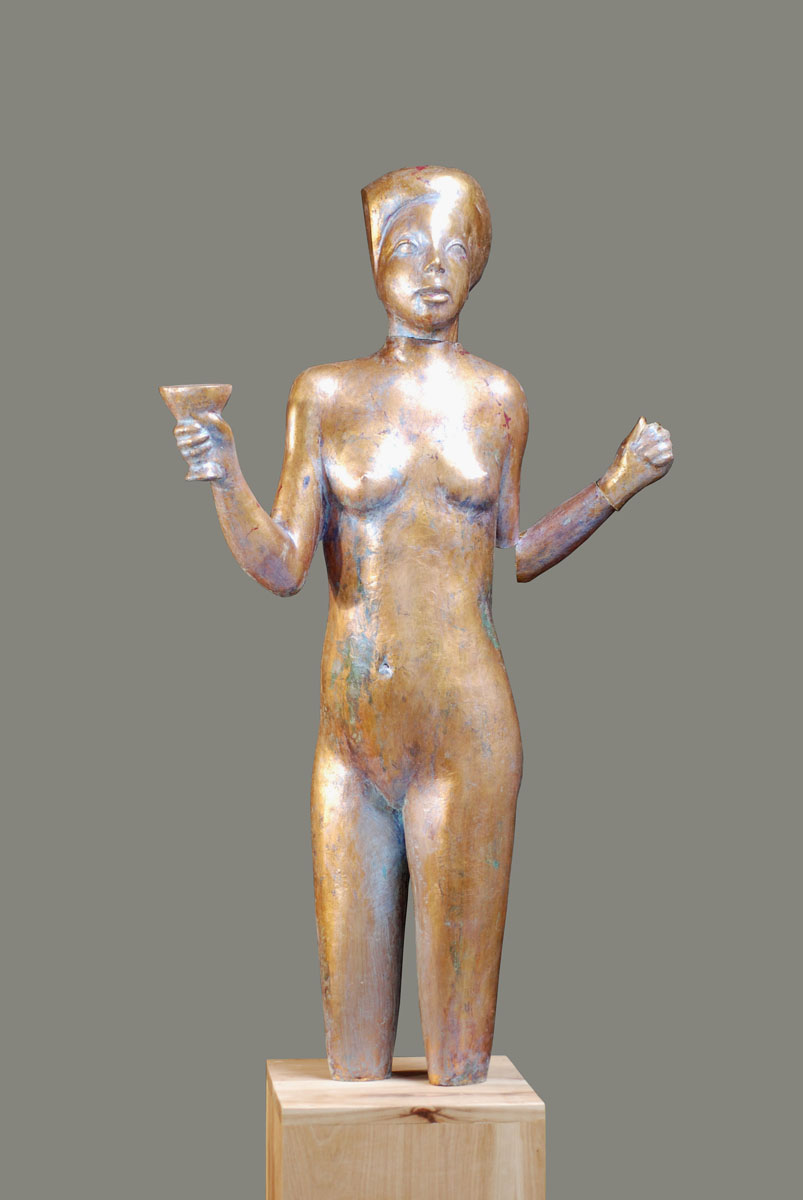
Радость

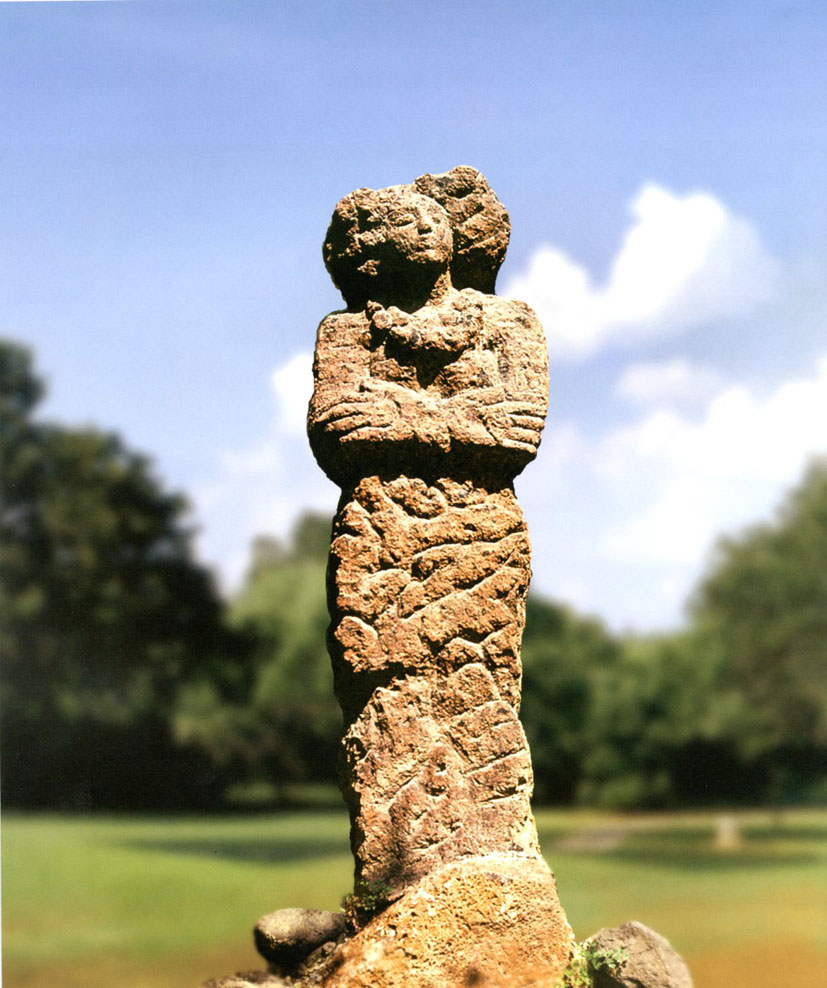
Анахит

- 1979 — Скайлайн-центр, Топанга, США
- 1985 — Армянский центр, Детройт, США
- 1987 — Галерея Ричарда/Беннетта, Лос-Анджелес, США
- 1987 — Галерея Эвиан, Нью-Йорк, США
- 1988 — Даунтаун Шоу, Лос-Анджелес, США
- 1989 — Центр искусств Джослин, Торранс, США
- 1993 — Центр искусств Джослин, Торранс, США
- 1997 — California Dreamin, Фестиваль искусства в Лонг-Бич, США
- 1998 — Музей искусства, Дауни, США
- 2011 — Сила искусства, Королевская галерея, Бёрбэнк, США
- 2014 — История и пейзаж, музей Арарат-Эскиджян, Мишн-Хиллз, США

## Галерея

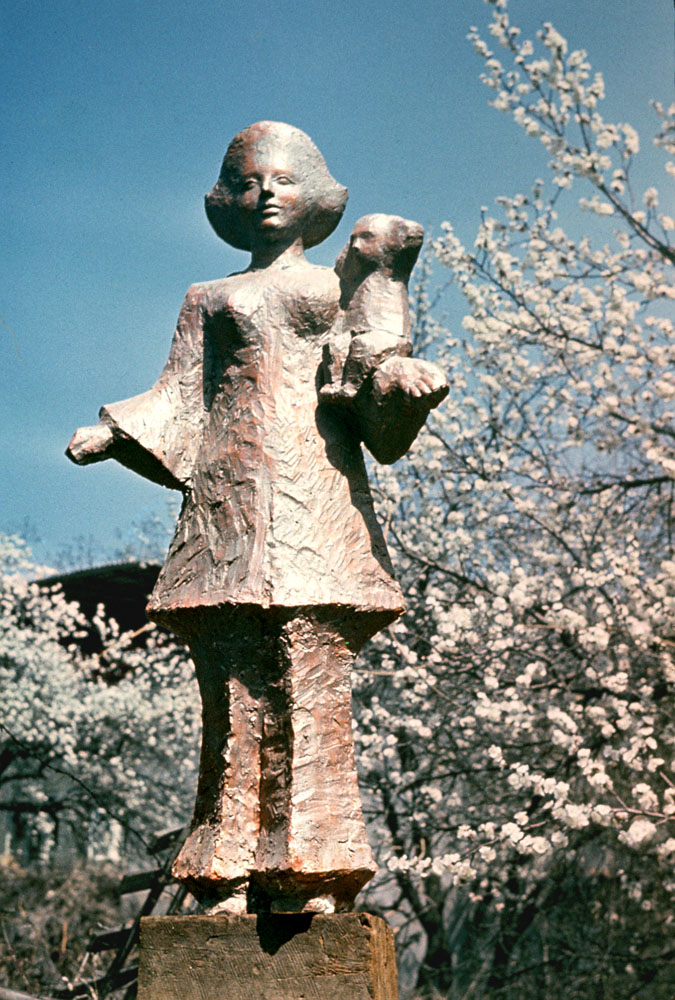
Мир детям
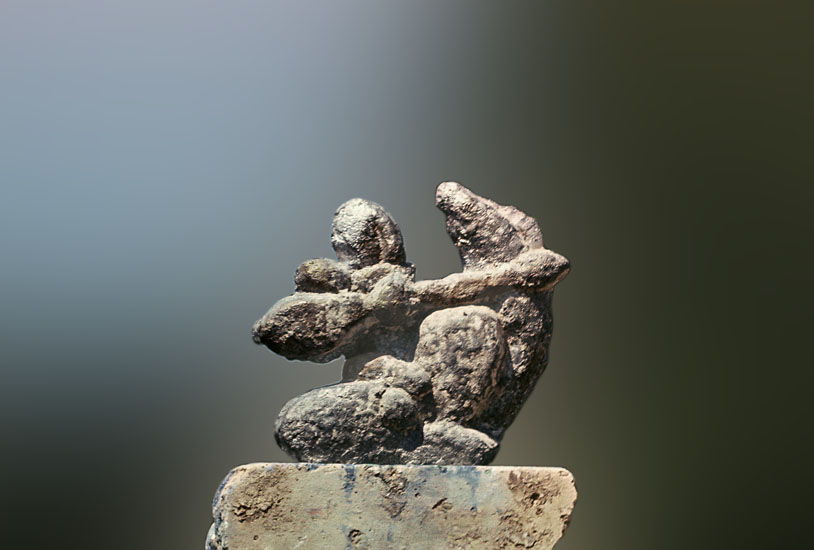
Лучник
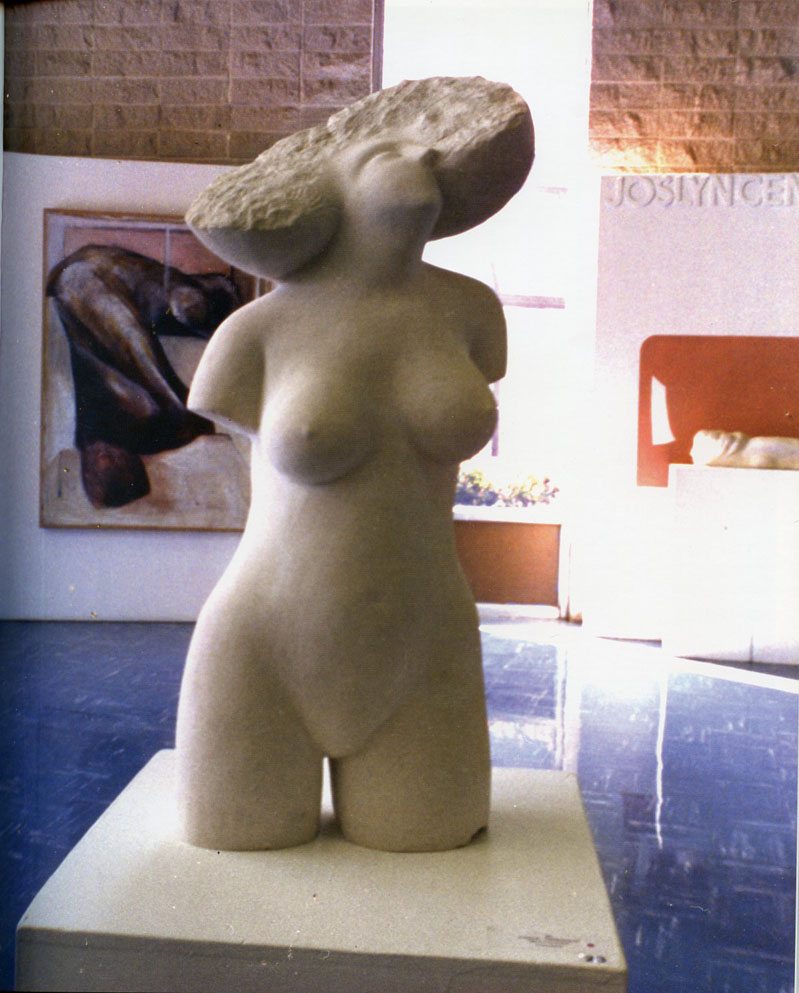
Экстаз
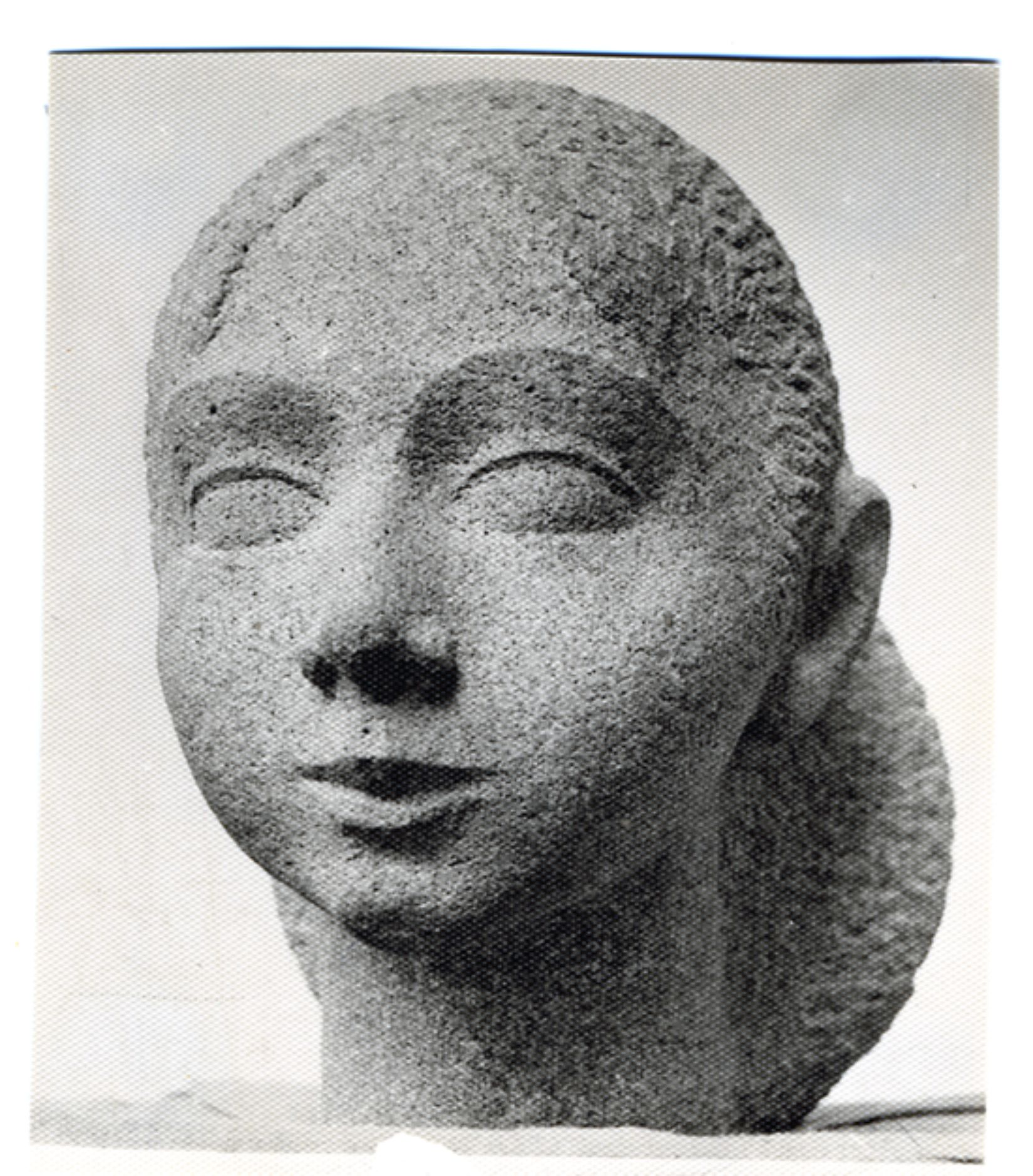
Цохик